# Огаста (Вісконсин)
Огаста (англ. Augusta) — місто (англ. city) в США, в окрузі О-Клер штату Вісконсин. Населення — 1567 осіб (2020).

## Географія
Огаста розташована за координатами 44°40′43″ пн. ш. 91°7′14″ зх. д. / 44.67861° пн. ш. 91.12056° зх. д. (44.678545, -91.120422).  За даними Бюро перепису населення США в 2010 році місто мало площу 5,66 км², уся площа — суходіл.

## Демографія
Згідно з переписом 2010 року, у місті мешкало 1550 осіб у 614 домогосподарствах у складі 384 родин. Густота населення становила 274 особи/км².  Було 662 помешкання (117/км²).
Расовий склад населення:
| - 97,7 % — білих - 0,4 % — корінних американців - 0,3 % — чорних або афроамериканців |

До двох чи більше рас належало 1,5 %. Частка іспаномовних становила 3,1 % від усіх жителів.
За віковим діапазоном населення розподілялося таким чином: 25,2 % — особи молодші 18 років, 54,8 % — особи у віці 18—64 років, 20,0 % — особи у віці 65 років та старші. Медіана віку мешканця становила 39,9 року. На 100 осіб жіночої статі у місті припадало 95,7 чоловіків;  на 100 жінок у віці від 18 років та старших — 90,2 чоловіків також старших 18 років.
Середній дохід на одне домашнє господарство  становив 49 060 доларів США (медіана — 38 631), а середній дохід на одну сім'ю — 61 045 доларів (медіана — 55 417). Медіана доходів становила 38 382 долари для чоловіків та 32 500 доларів для жінок. За межею бідності перебувало 19,5 % осіб, у тому числі 24,9 % дітей у віці до 18 років та 17,5 % осіб у віці 65 років та старших.
Цивільне працевлаштоване населення становило 608 осіб. Основні галузі зайнятості: виробництво — 20,4 %, освіта, охорона здоров'я та соціальна допомога — 19,6 %, транспорт — 14,8 %, роздрібна торгівля — 12,7 %.